# Nepokoje na University of Mississippi
Nepokoje na University of Mississippi (nebo také Nepokoje na Ole Miss či Bitva o Oxford) byl střet mezi bílými civilisty z Mississippi hájícími rasovou segregaci a federálními a státními jednotkami pořádku. Nepokoje začaly v noci z 30. září 1962. Událost začala jako masová demonstrace obhájců rasové segregace proti přijetí Afroameričana Jamese Mereditha na do té doby pouze bělošskou University of Mississippi. Nepokoje si vyžádaly dva životy, včetně života francouzského novináře, a navíc přes 300 zraněných.

## James Meredith
V roce 1954 Nejvyšší soud Spojených států amerických v případu Brown vs. školní rada Topeky rozhodl o zrušení rasové segregace ve školství. James Meredith, válečný veterán a absolvent přípravky na Jackson State University, se jako první Afroameričan rozhodl zapsat na University of Mississippi v Oxfordu ve státě Mississippi (přezdívanou Ole Miss). Jeho několik pokusů o zápis bylo zmařeno nejdříve úředníky univerzity a později zásahy guvernéra Mississippi Rosse Barnetta z Demokratické strany. Guvernér Barnett se striktně vymezil proti integrační federální politice a prohlásil, že dokud bude on guvernérem, v žádné mississippské škole nedojde k integraci Afroameričanů.
V září 1962 se situací začal zabývat také prezident USA John Fitzgerald Kennedy, který vedl s guvernérem Barnettem řadu jednání. Guvernér však integraci nadále odmítal. Tehdejší ministr spravedlnosti Robert Kennedy se proto rozhodl zaručit Meredithovi, ve vyhrocené situaci, kdy proti jeho zápisu demonstrovalo stále více obyvatel Mississippi, bezpečí vysláním jednotek United States Marshals Service (USMS). Do Oxfordu v Mississippi proto bylo povoláno na 500 členů USMS.

## Vypuknutí nepokojů

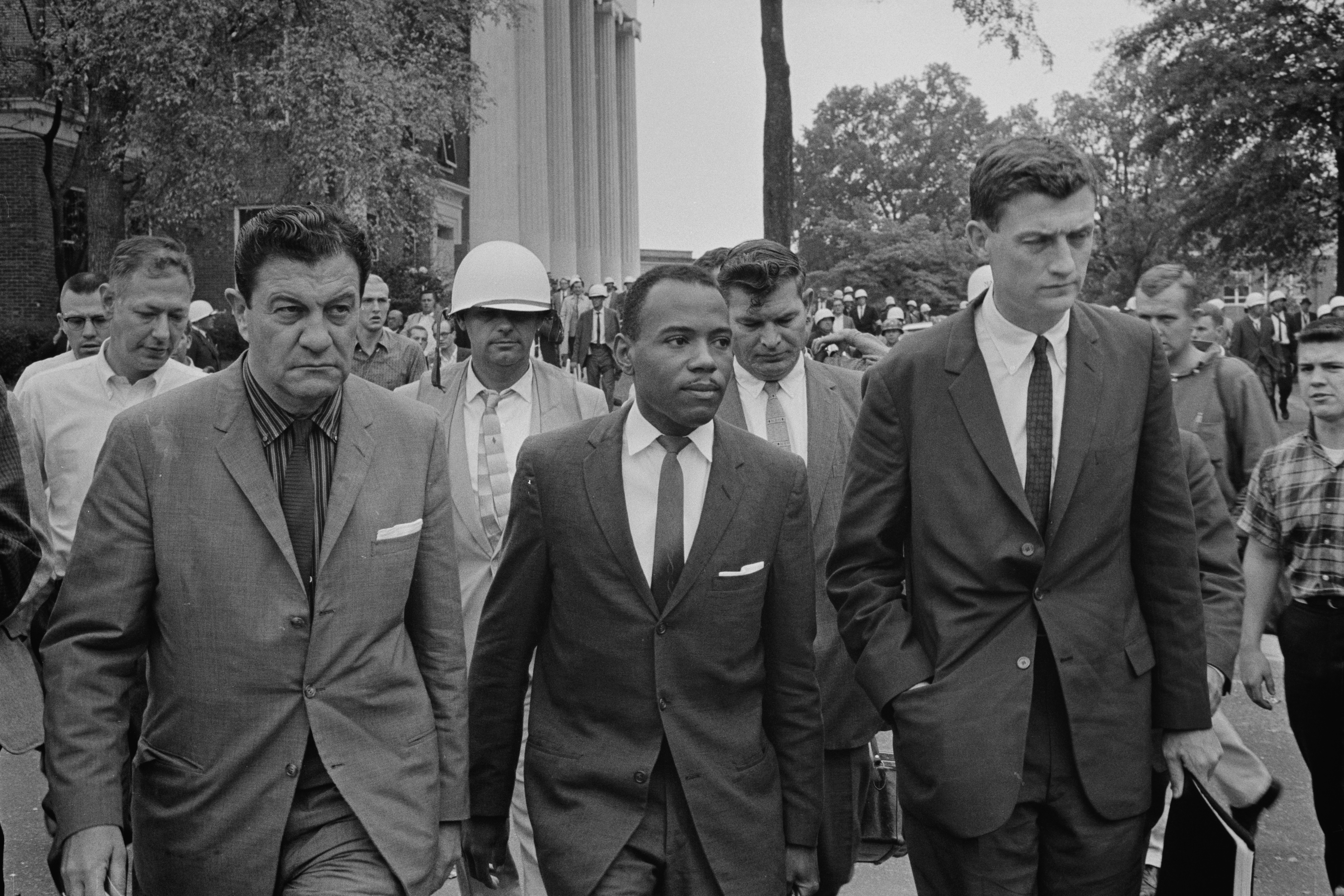
James Meredith v doprovodu člena U.S. Maršálů a člena ministerstva spravedlnosti při cestě k zápisu (1. října 1962).

V předvečer zápisu byl James Meredith v doprovodu USMS letecky dopraven do blízkosti univerzity. Mississippskou dopravní policií byl eskortován na univerzitní koleje, které byly, spolu s celým kampusem, střeženy jednotkami USMS a vojáky ze základny Fort Campbell. V návaznosti na obsazení kampusu se v něm shromáždilo okolo tisíce protestujících osob, převážně studentů. Shromáždění bylo vedeno Edwine Walkerem, který například Nejvyšší soud označil za antikrista. Během večera se situace začala vyhrocovat. Dav nejdříve pomáhala udržet pod kontrolou i mississippská dálniční policie, která však brzy poté byla odvolána na povel guvernéra Barnetta. Po odjezdu policie se shromáždění proměnilo ve výtržnictví. V 19:30 hodin měl guvernér Barnett v rádiu projev, ve kterém ohlásil, že federální vláda přivedla Mereditha proti vůli státu Mississippi a že se jedná o pošlapání Ústavy a napadení suverenity státu Mississippi.
Brzy poté narostl protestující dav na počet 3000 osob. Ve vyšším počtu také narostla agresivita davu. Protestující například napadali novináře a rozbíjeli jim kamery. Při jedné potyčce byl zavražděn francouzský novinář Paul Guihard z Agence France-Presse. Protestující zatlačili členy USMS až k budovám univerzity. Prezident Kennedy se vyhrocenou situaci rozhodl ukončit povoláním dvou armádních praporů z nedalekého tajného cvičení, pohraniční stráže a mississippské Národní gardy, která byla převelena pod federální velení. Než stihli dorazit, protestující již útočili na budovu koleje, kde byl Meredith ubytovaný. Mezi protestujícími se také objevili ozbrojené osoby, které střílely na vojáky. Armáda však měla přísně zakázáno proti protestujícím použít palné zbraně. Do konce nepokojů bylo zraněno 160 členů USMS a 40 členů Národní gardy. Ráno 1. října se armádě podařilo nepokoje rozehnat.
Téhož dne, tedy 1. října 1962, se James Meredith konečně zapsal. Promoval o necelý rok později v srpnu 1963 s titulem z politologie. Po celou dobu jeho studia byly na univerzitě přítomné jednotky gardistů, které ho neustále chránily.
Guvernér Barnett byl nepravomocně odsouzen k pokutě 10 000 dolarů a odnětí svobody za pohrdání soudem, nicméně rozsudek byl odvolacím soudem zrušen. Barnett byl guvernérem v letech 1960 až 1964, po celou dobu byl silným zastáncem rasové segregace.